# Karl Eberhard Laux
Karl Ernst Eberhard Laux (* 24. August 1923 in Halle an der Saale; † 20. September 2007 in Düsseldorf) war ein deutscher Jurist.

## Leben
Laux wurde nach einem Studium der Rechtswissenschaft 1951 an der Universität Kiel promoviert. Von 1956 bis 1961 war er Landrat des Kreises Plön. Er trat 1961 in die Wibera Wirtschaftsberatung AG ein und wurde 1968 Vorstandsmitglied. 1988 ging er in den Ruhestand. Neben seiner beratenden Tätigkeit war Laux Honorarprofessor an der Deutschen Hochschule für Verwaltungswissenschaften Speyer. Er war Träger des Großen Bundesverdienstkreuzes. Er unterrichtete auch an der Verwaltungs- und Sparkassenschule in Düsseldorf.
Laux hat zahlreiche Werke über Themen der öffentlichen Verwaltung als Autor und als Herausgeber veröffentlicht. Er war u. a. Mitherausgeber der Verwaltungsrundschau.

## Schriften
- (Hrsg. mit Heinrich Siedentopf) Vom Verwalten. Beiträge zur Staatsorganisation und zum Kommunalwesen. Nomos, Baden-Baden 1993.
- mit Roman Herzog: Kommunale Selbstverwaltung – Überprüfung einer politischen Idee. Ein Cappenberger Gespräch veranstaltet am 25.10.1983 in Münster. Kohlhammer, Köln 1984.
- mit Rüdiger Robert Beer: Die Gemeinde. Einführung in die Kommunalpolitik. Olzog, München 1981.
- mit Wolfgang Kaufmann: Praxis der Organisationsänderung. Fallstudie Bundesgesundheitsamt. Nomos, Baden-Baden 1978.
- Führung und Führungsorganisation in der öffentlichen Verwaltung. Beitrag zur Diskussion. Kohlhammer, Stuttgart 1975.
- Geschichte und Systematik der Staatsaufsicht und der modernen Aufsichtsmittel über Gemeinden und Kreise in Deutschland. Jur. Diss. Kiel 1951.